# جین پیول هوی
جین پیول هوی (انگلیسی: Jin Pyol-hui؛ زادهٔ ۱۹ اوت ۱۹۸۰) بازیکن فوتبال اهل کره شمالی است.
وی همچنین در تیم ملی فوتبال زنان کره شمالی بازی کرده‌است.